# Thelasis gautierensis
Thelasis gautierensis är en orkidéart som beskrevs av Johannes Jacobus Smith. Thelasis gautierensis ingår i släktet Thelasis och familjen orkidéer. Inga underarter finns listade i Catalogue of Life.